# Шифровальщики навахо
Шифрова́льщики нава́хо (навахо Diné Bizaad yee Nidaazbaaʼígíí) — группа индейцев племени навахо, которые в годы Второй мировой войны работали в американской армии радистами-шифровальщиками.
Они передавали донесения по рации и телефону на своём родном языке; принимали участие во всех основных операциях морской пехоты США в Тихом океане в 1942—45 гг.

## История
Впервые идея использовать индейские языки для пересылки шифрованных сообщений была опробована ещё в Первую мировую войну, когда восемь членов племени чокто служили на европейском театре военных действий.
Идею использовать язык навахо первым высказал ветеран Первой мировой войны Филип Джонстон — сын миссионера, работавшего в этом племени; он родился в резервации и был одним из немногих неиндейцев, говоривших свободно на языке навахо. В 1942 году племя навахо насчитывало около 50 тысяч человек; их язык необычайно труден для изучения и, кроме того, в годы войны был бесписьменным. Никто не зафиксировал не только своды грамматических правил, но даже не был составлен элементарный алфавит. В языке навахо есть звуки, не имеющие аналога в европейских языках, поэтому человеку, если он не принадлежал к племени индейцев навахо, выучиться языку было почти невозможно. Военные лингвисты провели исследование и доложили командующему десантными силами Тихоокеанского флота, генерал-майору К. Вогелу, что язык навахо понимают не более 30 американцев, не принадлежащих к племени. Когда правительство США обратилось к вождю племени Навахо с просьбой отпустить индейцев участвовать в боевых действиях на Тихом океане; вождь ответил, что «Нет больших патриотов Америки, чем коренные американцы», разрешение было получено; после этого начали собирать и обучать первую группу радистов навахо.
В мае 1942 г. была собрана первая группа навахо из 29 человек, которая прибыла на специальную базу Пендлтон (Ошенсайд, Калифорния) и приступила к разработке шифра. Они называли себя «windtalkers», что значит «говорящие с ветром».

## Работа радистов
Многих терминов, с которыми радистам приходилось работать, не существовало в то время в языке индейцев навахо, поэтому при разработке шифра было создано около 450 оригинальных обозначений, отсутствовавших в языке: так, напрммер, беш-ло («железная рыба») обозначало подводную лодку, а дибе-ли-зини («чёрные овцы») — взвод.
Сначала радисту нужно было перевести каждое слово из сообщения на английский, затем он брал только первую букву английского слова: так, слова би-ла-сана (apple, «яблоко»), уол-ла-чи (ant, «муравей») и це-нилл (axe, «топор») обозначали букву английского алфавита (а). Чтобы передать в сообщении, например, английское слово NAVY («Флот»), радист передавал следующее: ца (Needle, «игла») уол-ла-чи (Ant, «муравей») а-ке-ди-глини (Victor, «победитель») ца-ас-зи (Yucca, «юкка»).
К 1945 году около 375-420 индейцев навахо служили в морской пехоте радистами. Помимо радистов-навахо, представители этого племени работали курьерами и принимали участие в боях как обычные солдаты. Они также участвовали в Корейской войне и, кратковременно, во Вьетнамской войне.
Каждый год 14 августа начиная с 1982 года празднуется «Национальный день радистов навахо».

## Общественное признание
21 декабря 2000 года шифровальщикам навахо была присуждена Золотая медаль Конгресса США.

## Экранизация
В 2002 году Джоном Ву был снят художественный фильм под названием «Говорящие с ветром», рассказывающий историю шифровальщиков навахо.